# Charo (kommun)
För andra betydelser, se Charo (olika betydelser).
Charo är en kommun i Mexiko.   Den ligger i delstaten Michoacán de Ocampo, i den södra delen av landet, 200 km väster om huvudstaden Mexico City.
Följande samhällen finns i Charo:
- Charo
- Unión de Progreso
- San Antonio Corrales
- Francisco I. Madero
- El Vaquerito
- Triguillos
- Los Llanos
- Las Canoas
- Peña Cargada
- La Escalera
- Pitorreal
- Pontezuelas
- Los Fresnos
- Arúmbaro
- El Vado
- Rosas de Guadalupe
- Kilómetro 23
- Comunidad Girasoles de Charo
- Agua Fría
- Uña de Gato